# SMS Weißenburg
SMS Weißenburg – niemiecki pancernik (od 1899 roku klasyfikowany jako okręt liniowy) typu Brandenburg, służący w Kaiserliche Marine w latach 1894–1910. W 1910 roku sprzedany flocie Imperium Osmańskiego pod nazwą zmienioną na Turgut Reis.
SMS "Weißenburg", razem z trzema bliźniaczymi okrętami, był pierwszym pełnomorskim typem przeddrednota w niemieckiej flocie. Jego nazwa upamiętniała miejsce, w którym 4 sierpnia 1870 roku odbyła się bitwa pomiędzy siłami pruskimi a francuskimi.
Pancernik wszedł do służby w 1894 roku. W latach 1900–1901 przebywał na Dalekim Wschodzie w ramach międzynarodowych sił interwencyjnych mających stłumić powstanie bokserów i przywrócić wpływy mocarstw europejskich w Chinach. Po powrocie do macierzystego portu w Wilhelmshaven został poddany przebudowie w stoczni Kaiserliche Werft. Powrócił do służby w 1904 roku.
W 1910 roku SMS „Weißenburg”, razem z bliźniaczym SMS „Kurfürst Friedrich Wilhelm”, został sprzedany Turcji, za cenę 9 mln marek za okręt. Nazwany „Turgut Reis” (dla upamiętnienia tureckiego korsarza z XVI w.), służył we flocie osmańskiej w czasie wojen bałkańskich (walczył m.in. w bitwach morskich pod Elli i pod Lemnos) i I wojny światowej. Odstawiony do rezerwy 30 października 1918 roku, służył następnie jako stacjonarny okręt szkolny, a od 1933 roku hulk mieszkalny w Gölcük. Tam też został rozebrany na złom w latach 50. XX wieku.